# ポートランド美術館
ポートランド美術館（英語: Portland Art Museum 略号：PAM）は、アメリカ合衆国オレゴン州ポートランドにある美術館である。太平洋岸北西部地域内で最も古い美術館として、1892年に設立された。3万2千点もの所蔵品があり、アメリカでも大きな規模の美術館である。
15世紀の宗教画、17世紀から20世紀初頭のヨーロッパ絵画、モダンアート、浮世絵、彫刻、写真、ネイティブ・アメリカンの工芸品なども展示している。

## 沿革
1892年創立のアメリカで7番目に古い美術館である。
1992年、開館100年を機に現在マーク・ビルティングと呼ばれているフリーメイスン寺院を購入。改修の後、展覧会を開くなどしている。

## 収蔵作品

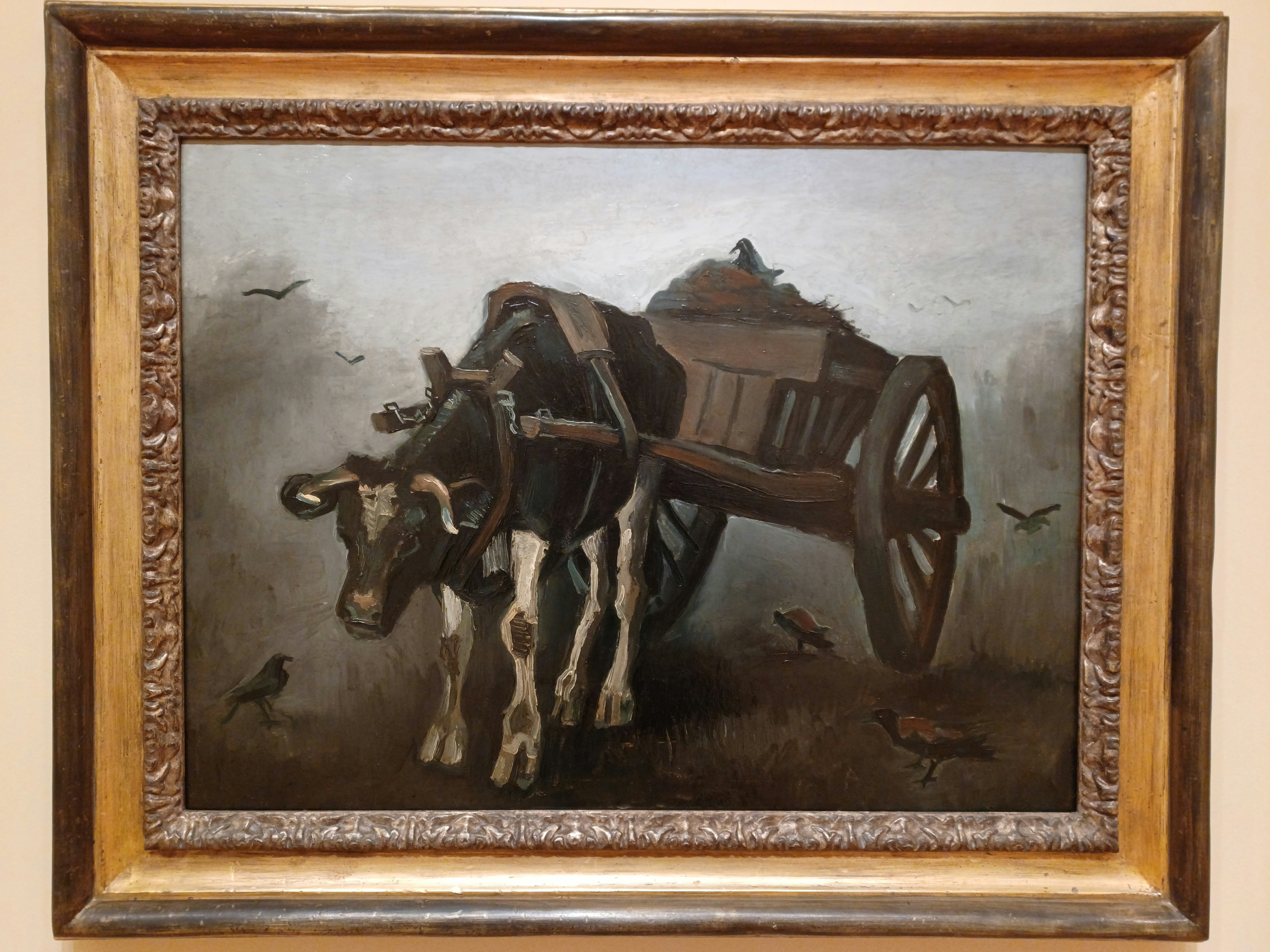
フィンセント・ファン・ゴッホ The Ox Cart

- アンソニー・ヴァン・ダイク　"Portrait of Cardinal Domenico Rivarola"
- ルカ・ジョルダーノ　"Battle of the Lapiths"
- ポール・セザンヌ　"Paris: Quai de Bercy - La Halle aux Vin"
- ジャン＝バティスト・カルポー　"Spirit of the Dance"
- アルバート・ビアシュタット　"Mount Hood"
- チャイルド・ハッサム
- J.アルデン・ワイアー
- ジョージ・イネス "Castel Gandolfo"
- クロード・モネ 『睡蓮』
- フィンセント・ファン・ゴッホ "The Ox-Cart"
- タッデオ・ガッディ "Nativity"
- 鳥文斎栄之 「見立筒井筒」 大判 錦絵
- 歌川国貞「絵兄弟 六ケ撰」  団扇絵 1830年
- 楳堂小国政 「懲露善戦 旅順港大海戦」 大判3枚続 錦絵（井上吉次郎版） 1904年